# Cheshire, Connecticut
Cheshire är en kommun (town) i New Haven County i delstaten Connecticut, USA med cirka 28 543 invånare (2000).